# 山西赤瓟
山西赤瓟（学名：Thladiantha dimorphantha）为葫芦科赤瓟属的植物，为中国的特有植物。分布在中国大陆的山西、陕西等地，生长于海拔1,800米至2,400米的地区，一般生于山坡以及路旁，目前尚未由人工引种栽培。